# ماثيو هنري كوشرين
ماثيو هنري كوشرين هو سياسي كندي، ولد في 11 نوفمبر 1823 في كونتون في كندا، وتوفي في 12 أغسطس 1903. نشط حزبياً في حزب كندا المحافظ. وقد انتخب عضو مجلس الشيوخ الكندي ‏.